# Loa siêu trầm

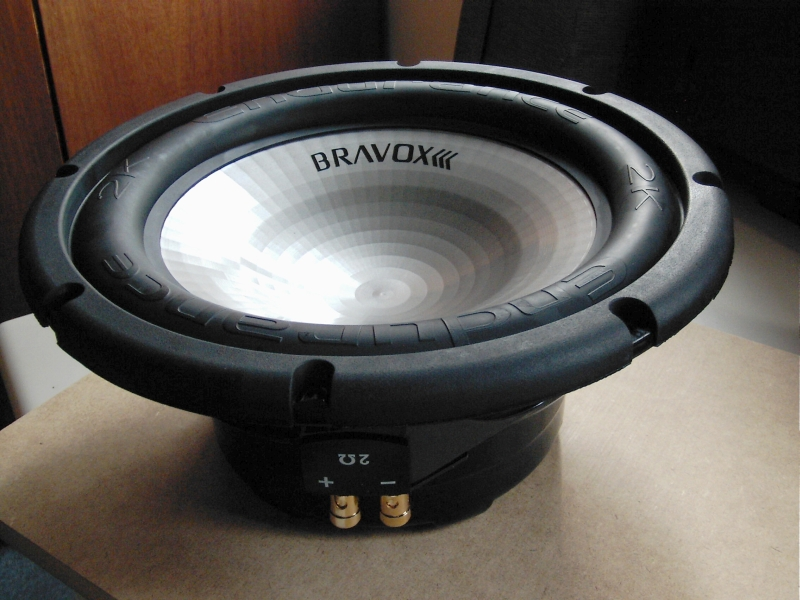
Một loa siêu trầm

Loa siêu trầm (tiếng Anh:subwoofer) hay còn gọi là loa sub, là một loại loa được thiết kế để tái tạo âm thanh tần số thấp, thường từ 20 Hz đến 200 Hz. Loa này có khả năng tạo ra âm thanh mạnh mẽ và sâu lắng, thích hợp để sử dụng trong các hệ thống âm thanh chuyên nghiệp, như hệ thống âm thanh sân khấu, hệ thống âm thanh phòng hát hoặc hệ thống âm thanh gia đình.
Trên thực tế có hai loại loa siêu trầm:
1. "Sub hơi" là loa không có bộ khuếch đại âm thanh riêng và được lấy tín hiệu từ một âm ly như các loa bình thường khác.
2. "Sub điện" là loại có bộ khuếch đại âm thanh riêng bên trong nó, mặt khác có bộ cắt tần số để loại bỏ các âm có tần số cao để nó chỉ thể hiện giải tần số âm thanh như đã nêu ở trên.